# Bruz
Bruz es una localidad y comuna francesa en la región administrativa de Bretaña, en el departamento de Ille y Vilaine y distrito de Rennes. 

## Geografía
Bruz está situado a 14 kilómetros al sur de la ciudad de Rennes.

## Demografía
| 2 307 | 2 173 | 2 048 | 2 198 | 2 409 | 2 233 | 2 460 | 2 458 | 2 530 | 2 677 | 3 006 | 2 836 | 2 828 | 3 003 | 3 126 | 3 432 | 3 503 | 3 455 | 2 864 | 2 809 | 2 751 | 2 664 | 2 900 | 2 799 | 2 820 | 3 814 | 4 213 | 5 969 | 7 281 | 7 856 | 8 114 | 13 207 | 15 031 |
| Para los censos de 1962 a 1999 la población legal corresponde a la población sin duplicidades (Fuente: INSEE [Consultar]) |       |       |       |       |       |       |       |       |       |       |       |       |       |       |       |       |       |       |       |       |       |       |       |       |       |       |       |       |       |       |        |        |

## Monumentos y lugares de interés
- Monumento del 8 de mayo de 1944
- Iglesia de Saint Martin reconstruida entre 1950 y 1954.
- Molino de Boël construido en 1652
- Parque ornitológico de Bretaña, donde se pueden encontrar una gran variedad de aves.

## Ciudades hermanadas
- Wrzesnia, Polonia